# Pale Rider
Pale Rider är en amerikansk västernfilm från 1985 med Clint Eastwood i huvudrollen. Andra medverkande är Richard Kiel och Michael Moriarty. Filmen regisserades och producerades av Clint Eastwood.

## Handling
Några guldletare befinner sig i en fejd med maktmogulen Coy LaHood som äger ett stort gruvbolag och som styr bolaget från den närliggande staden där han bestämmer. LaHood vill ta över guldletarnas land eftersom han tror att där finns mycket guld.
Filmen börjar med att LaHoods män rider in i guldletarnas läger och de förstör det. Strax efter det ger sig en av guldletarna in i staden för att köpa förnödenheter och blir angripen av de som förstörde lägret. Då rider en ensam man (Clint Eastwood) in i staden och försvarar guldletaren med oväntad skicklighet i att hantera ett yxskaft. Vid ankomsten till guldletarnas läger så avslöjar han en prästkrage och guldletaren som blev angripen i staden bjuder honom på middag, övertygad om att han är en präst. Han får därefter namnet "The Preacher".
En klassisk västernhistoria tar form, vilken leder till en slutgiltig duell mellan LaHood och Preacher.

## Skådespelare
- Clint Eastwood som "Preacher"
- Michael Moriarty som Hull Barret
- Carrie Snodgress som Sarah Wheeler
- Christopher Penn som Josh LaHood
- Richard Dysart som Coy LaHood
- Sydney Penny som Megan Wheeler
- Richard Kiel som Club
- Doug McGrath som Spider Conway
- John Russell som Stockburn
- Charles Hallahan som McGill
- Marvin J. McIntyre som Jagou
- Fran Ryan som Ma Blankenship
- Richard Hamilton som Jed Blankenship
- Graham Paul som Ev Gossage
- Chuck LaFont som Eddie Conway